# Eremurus dolichomischus
Eremurus dolichomischus là một loài thực vật có hoa trong họ Thích diệp thụ. Loài này được Vved. & Wendelbo miêu tả khoa học đầu tiên năm 1966.